# Hôtel de ville de Strambino
 (octobre 2024).
L'hôtel de ville de Strambino est un bâtiment historique, siège de la commune de Strambino, au Piémont en Italie.

## Histoire
Le projet du bâtiment, attribuée à Francesco Martelli, remonte à 1819. Cependant, le bâtiment est achevé en 1862.
La première aile, s'étendant longitudinalement et formant le côté ouest de la place faisant face au bâtiment, est la première à être terminée. Elle ne constituait pas une nouvelle construction mais une adaptation de bâtiments préexistants, qui avaient été achetés par la municipalité.
La seconde aile du palais est érigée entre 1845 et 1847. Dans cette phase, le clocher atteint le niveau du toit. En 1862, il est surélevé d'environ 25 mètres, et en 1865, il est équipé des cloches provenant d'une tour de l'horloge voisine.

## Description
Le bâtiment présente un plan en L et une architecture néo-classique.

## Galerie d'images

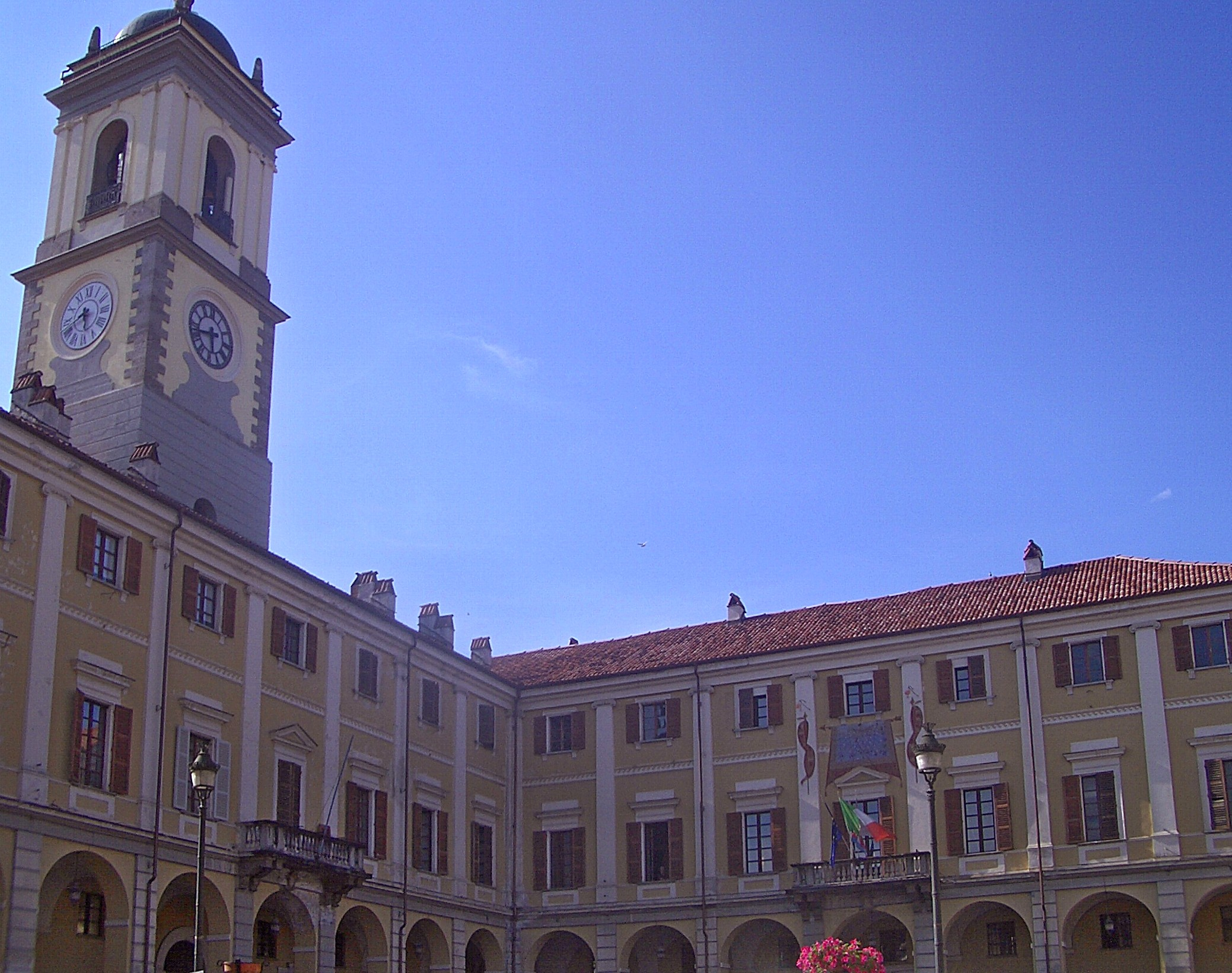
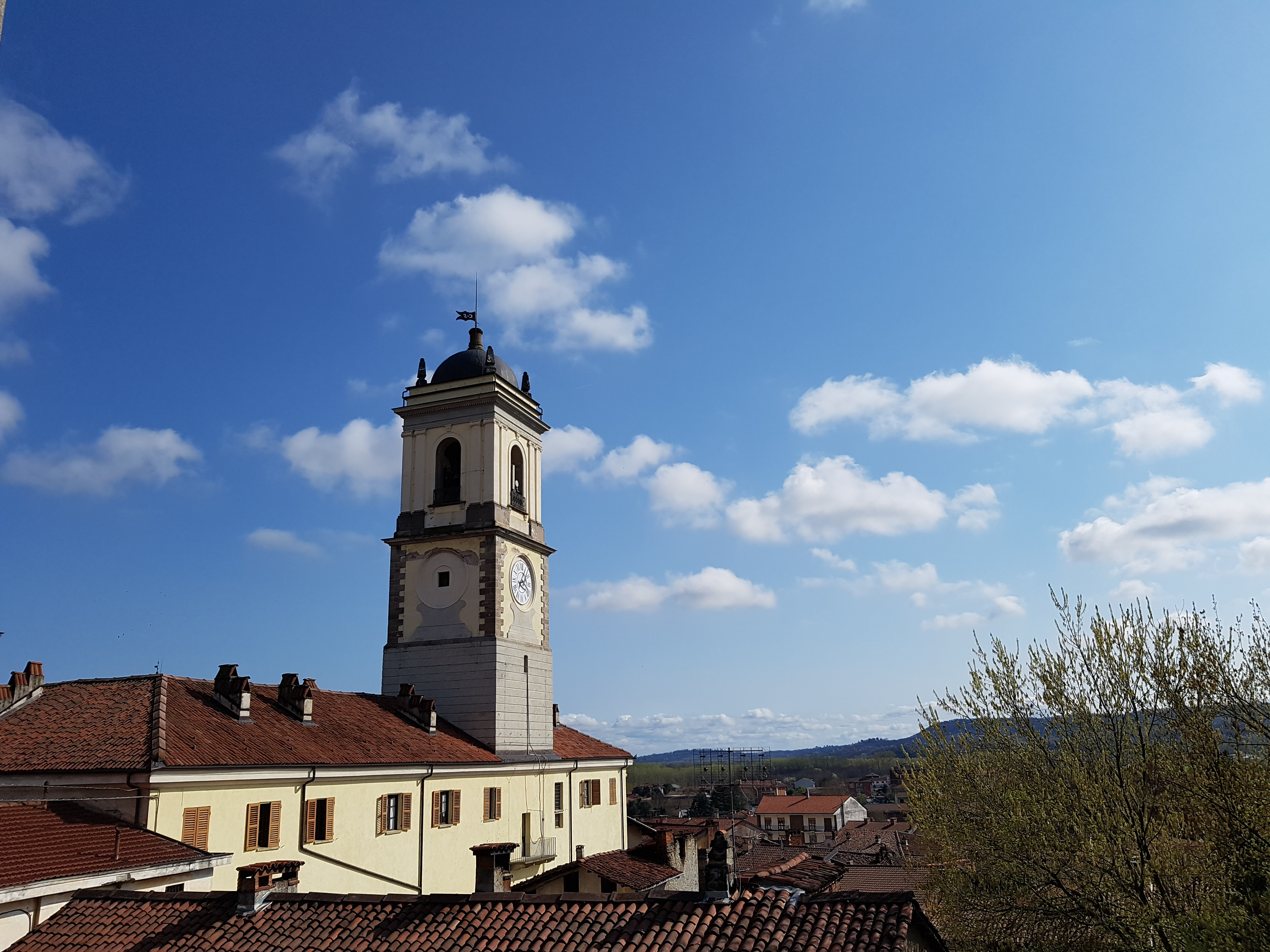
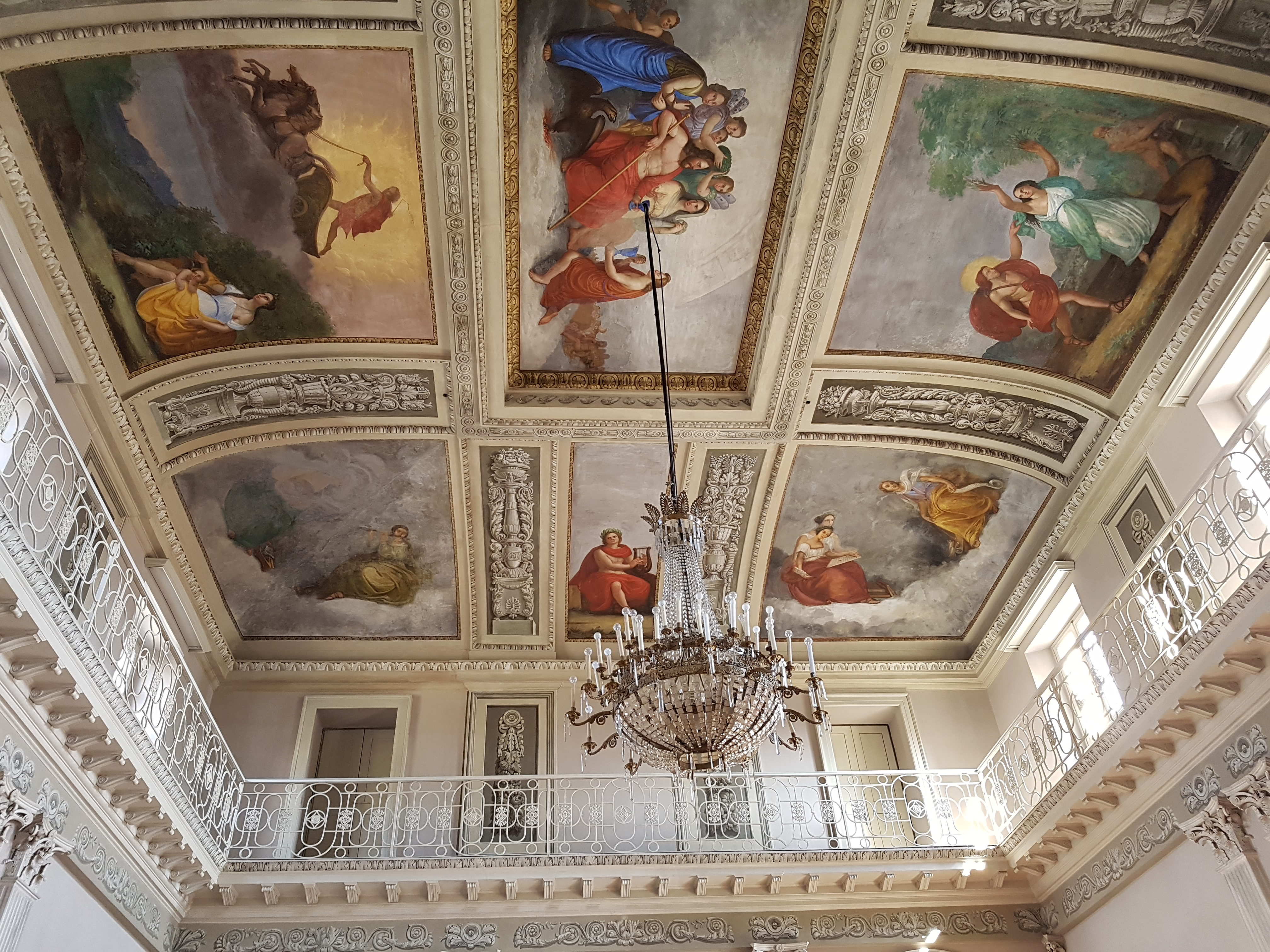